# بید آریزونا
بید آریزونا (نام علمی: Salix arizonica) نام یک گونه از سرده بید است.